# İzmit
İzmit är en stad i den anatoliska delen av Turkiet belägen längst in i İzmitviken i den östra delen av Marmarasjön omkring 100 km öster om Istanbul. İzmit är huvudstaden i provinsen Kocaeli, och folkmängden uppgick till 300 611 invånare i slutet av 2011. İzmit är centralort för storstadskommunen Kocaeli, som i praktiken täcker hela provinsen med samma namn och har cirka 1,6 miljoner invånare. Under antiken var staden känd som Nikomedeia och var en betydande stad under så väl romersk som bysantinsk och osmansk tid. Staden skadades svårt vid en jordbävning 1999 som förstörde 7 000 byggnader. I dag är İzmit en betydande industristad. İzmit benämns ibland Kocaeli efter provinsen.

## Historia

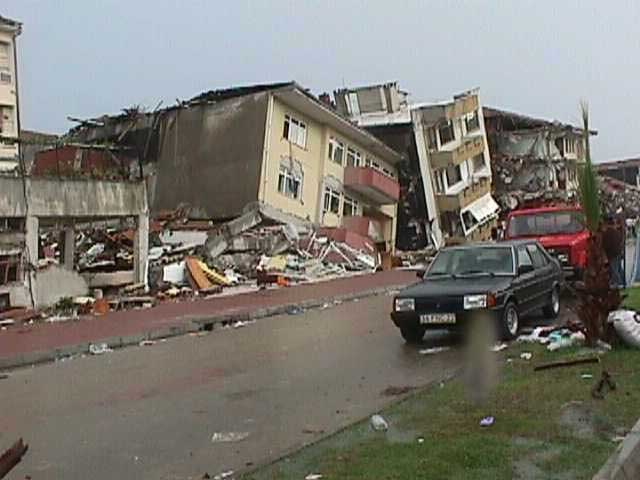
Förstörelse efter jordbävningen 1999.

Kolonister från Megara grundlade år 712 f.Kr. staden Olbia, som förstördes av Alexander den store under hans fälttåg på 300-talet f.Kr. Nikomedeia grundades omkring 264 f.Kr. på platsen för den tidigare grekiska kolonin av kung Nikomedes I av Bithynien, som senare blev en romersk provins. Staden förstördes av goterna 258 e.Kr. men återuppbyggdes av Diocletianus och blev huvudstad för den östligaste delen av romarriket. Stadens betydelsen minskades när Konstantin den store gjorde Konstantinopel till huvudstad på 320-talet. Staden blev osmansk 1326. Idag finns få lämningar kvar av den antika staden. Bevarat är dock resterna av antika murar, bysantinska befästningar och en moské från 1600-talet av den ledande osmanska arkitekten Mimar Sinan.
İzmit drabbades den 17 augusti 1999 av en allvarlig jordbävning med epicentrum nära staden som dödade 17 000 människor och skadade ytterligare 40 000 samt förstörde eller skadade många byggnader.

## İzmit idag
İzmit har i modern tid växt genom en mycket snabb ekonomisk och befolkningsmässig utveckling som en följd av en framgångsrik industrialisering och ett strategiskt läge längs järnvägen och vägarna som förbinder Istanbul med huvudstaden Ankara. Industrisektorn är bred, bland annat står staden för halva Turkiets produktion av papper, och det finns ett betydande oljeraffinaderi liksom textil och petrokemisk industri. Staden har även en hamn med inhemsk och internationell sjöfart.